# Zaleplonă
Zaleplona (uneori denumită și zalepon) este un medicament sedativ-hipnotic utilizat în tratamentul insomniilor. Face parte din categoria hiponoticelor non-benzodiazepinice, subclasa pirazolopirimidinelor. Calea de administrare disponibilă este cea orală.

## Utilizări medicale
Zaleplona este utilizată pentru tratamentul insomniilor severe, invalidante, sau care induc epuizare extremă. Administrarea este orală și se face înainte de culcare.

## Farmacologie
Zaleplona se leagă de situsul de legare specific benzodiazepinelor de pe receptorul de tip A pentru acidul gama-aminobutiric (GABAA), acționând ca modulator alosteric pozitiv al acestuia. Această acțiune duce la diminuarea excitabilității neuronilor. Prezintă un timp de înjumătățire foarte scurt, ceea ce presupune faptul că administrarea sa va avea ca urmare foarte puține efecte reziduale în ziua următoare.